# ハウデーゲン作戦
ハウデーゲン作戦 （Unternehmen Haudegen）は、ナチス・ドイツ時代のドイツ海軍が1944年に実施したスヴァールバル諸島方面への遠征作戦である。この作戦のもと、ハウデーゲン観測隊（Wettertrupp Haudegen）が北東島へと派遣され、同島にハウデーゲン観測所（Wetterstation Haudegen）を設置した。
ハウデーゲン観測隊はドイツ敗戦後の1945年9月4日まで投降しなかったため、第二次世界大戦において最後まで活動していたドイツ国防軍部隊とされている。ハウデーゲン（Haudegen, 「チャンバラ」）というコードネームは責任者だったヴィルヘルム・デーゲ教授の姓を捩ったものである。ハウデーゲン観測所はドイツ国防軍が北極に設置した気象観測所の1つである。空軍および海軍はスヴァールバル諸島のほか、北東グリーンランド、ラブラドール地方、ゼムリャフランツァヨシファに気象観測所を設置していた。

## 設置
指揮官は海軍砲兵特務少尉の階級を持つ気象学者ヴィルヘルム・デーゲ教授である。デーゲ指揮下の海軍将兵11人から成る観測隊に課された任務は、ノルウェー方面で海軍の作戦行動のために有用な気象情報を収集することであった。1944年9月、ナルヴィクにて観測隊員および各種機材合計80トンが漁業工船カール・J・ブッシュ号（Karl J. Busch）に積載され、スヴァールバル諸島北東島へ送られた。機材の中には観測所を構築するためのクノスペル・ヴュルフェル（Knoespel-Würfel, プレハブ）や石炭7トンが含まれた。アルコールを含む糧食は、1人あたり14kg（6,000kcal）を1日分として、1年分が用意されていた。
上陸後2日を費やして完成したクノスペル・ヴュルフェル製の観測所を、隊員らは段ボール箱（Pappkarton）と通称した。
元隊員ジークフリート・ツァプカ（Siegfried Czapka）によれば、隊員の募集は1943年夏頃から始まったという。ツァプカがパリの海軍気象局に通信兵として勤務していた時、オフィスの印刷電信機に機密扱いの通信が届いた。これは海軍が「極寒地域での活動」のために通信技術者を募集しているという内容で、任務内容や任地などは伏せられていた。1943年冬頃、ツァプカを始めとする志願者60人は、クルコノシェ山脈の標高1,400mに位置する尾根ゴルトヘーエに設置された訓練施設にて、スキーや懸垂下降、イグルーの設営や料理など、局地サバイバルに関する特殊訓練を施された。1944年5月にはエッツタール・アルプスにて山岳活動や応急医療に関する訓練が行われた。その後、9月に入ってからトロムソに派遣され、この時にようやく「ハウデーゲン」という作戦名と任務内容、目的地が明かされた。その上で志願を取り消すこともデーゲは認めていたが、辞退する者はいなかった。

## 観測隊の武装等
小銃・機関銃
MG42 x 2 – うち1丁が上陸時に紛失したため、カール・J・ブッシュ号から降ろしたMG34で代用された。
Gew43 x 4
Kar98k x 8 - 付属品としてZf-41狙撃用照準器2個と擲弾発射機1個。
MP40 x 4
拳銃等
ラドムM-35 9mmピストル x 11
ルガーP08 9mmピストル x 1
ワルサーPPK 7.65mmピストル x 4
ワルサー モデル2 6.35mmピストル x 1
ナガンM1895 7.62mmリボルバー x 1
M83 10.6mmリボルバー x 1
信号拳銃（単発式） x 2
狩猟および自衛用装備
- モーゼル製8x57IS口径猟銃 x 1
- ザウエル&ゾーン製スコープ付きM30三銃身銃（9,3x74R, 16/70） x 1
- ザウエル&ゾーン製二銃身散弾銃 x 1
- 小口径小銃 x 1

弾薬・爆薬等
- 7.92x57mmモーゼル弾（8x57 IS弾） x 19,500
- 9x19mmパラベラム弾 x 12,480
- 手榴弾 x 300
- 小銃擲弾 x 258
- 小銃擲弾（対戦車弾） x 90
- 手投げ発煙弾 x 45
- 投射用発煙弾 x48

弾薬には狩猟時に用いることを想定したホローポイント弾も含まれていた。ホローポイント弾を含む拡張弾頭（ダムダム弾）は戦争で用いることは条約で禁止されているため、観測隊員らの間では「熊に対してのみ用いる」と定められていた。そのほか、発破作業および警戒用ブービートラップの敷設に際しては大量のダイナマイトが用いられた。

## 活動
当初は潜水艦U354が輸送支援のため割り当てられる予定だったが、同艦は遠征開始に先立つ1944年8月に英空母ネイボブおよびJW59船団への攻撃に参加した末に撃沈されていた（グッドウッド作戦も参照）。代役として選ばれたのは、ハンメルフェストを根拠地にビュルネイ島付近での輸送船団襲撃を遂行していた潜水艦U307であった。U307による護衛のもと、カール・J・ブッシュ号は無事にオルガ海峡、ヒンローペン海峡を通過し、北東島北岸へと到達した。観測所はプリンス・オスカルス・ランド・ヴォールディエブクタ（Wordiebukta）東に設営され、1945年5月の敗戦後も活動を続けていた。
海軍はハウデーゲン観測隊のために2,000,000ライヒスマルク（戦車6台分に相当）の予算を割り当てていた。自然環境こそ厳しかったものの、十分な糧食が用意されていた上、銃を使ってトナカイなどの野生動物を狩ることもできたので、既にドイツ本国では入手が難しくなっていた肉料理も頻繁に食すことができた。ツァプカは当時を回想し、「ビール以外は何でも揃っていたよ」と語っている。また、隊員に対してデーゲによる文学、歴史、数学などの授業も行われた。
彼らの主な脅威は厳しい気候である。現地の気温はしばしば-40℃を下回った。また、10月末から2月初頭にかけては極夜が続き、周囲の見通しは悪かった。こうした中ではホッキョクグマの出没が予想されたほか、軍事施設であることから敵特殊部隊による襲撃なども警戒されていた。
北極各地に秘密裏に展開したドイツ軍の観測隊が提供する気象情報は、ソビエト連邦に向かう輸送船団などの襲撃に活用されており、連合国軍ではこれらの捜索および無力化を目的に様々な作戦を展開した。1944年11月、東グリーンランドのエーデルワイス2観測隊がアメリカ軍部隊の襲撃を受けて投降した。その翌月にはグリーンランドとスピッツベルゲン島の間で活動していた観測船ツークフォーゲル（Zugvogel）が撃沈され、これによりハウデーゲン観測隊は北極に残る最後のドイツ軍観測隊となった。
2004年に公開された元通信兵ハインツ・シュナイダー（Heinz Schneider）の証言によれば、軍部はハウデーゲン観測隊の存在をすっかり「忘れて」いたのだという。また、トロムソに勤務していた通信兵ロルフ・ヴィーク（Rolf Wieck）は、敗戦後にハウデーゲン観測隊の存在を上官らに幾度となく伝えてはいたものの、その収容のための責任を敢えて負おうとする者は誰もいなかった。

## 観測隊の任務
1.地上における気象観測および観察（Obs）
- 気圧
- 温度（現在値、毎日の平均値、最小および最高値）
- 相対湿度
- 視程
- コペンハーゲン方面の天気型分類
- 風向、風速
- 雲（種類、高さ、移動方向、雲量）
- 降水 (雨、雪の量)
- 蒸発量
- 土壌温度（土、雪、氷上、海上）

1944年9月15日の観測開始から1945年9月5日の投降まで、中断することなく1日8回（3時間に1回）の観測が実施されていた。得られた気象情報は暗号化され、1日3回行われた定時連絡の際にトロムソ海軍通信局へと送信された。また、トロムソからはベルリンの海軍総司令部へとテレックスで転送されていた。敗戦後、ハウデーゲン観測所が収集した気象情報はコペンハーゲンにて解読された。SYNOPが用いられていた。
2.ラジオゾンデによる高層気温・気圧の観測（Temp）
ハウデーゲン観測所では、ラジオゾンデを用いた観測を140回実施した。1944年11月に6回実施された後、1944年12月1日から1945年2月2日までは毎日実施された。それから5月8日の敗戦までに22回、敗戦から投降までに12回実施されている。得られた気象情報は暗号化され、毎日18時00分にトロムソへと送信された。これらのラジオゾンデは平均して高度11,500m近くまで到達していた。
3.測風気球を用いた高層風量の観測（Pilot）
ラジオゾンデ放球時には、同時に記録機付セオドライトを用いた気球追跡が実施され、これによって風量観測が行われた。敗戦後の1945年7月5日から9月3日までの期間には、電池の不足のためにラジオゾンデが使用できず、気球のみを用いた風量観測が16回実施された。

## 投降
1945年5月1日、総統アドルフ・ヒトラーの自決がハウデーゲン観測所に伝達された。5月8日、ハウデーゲン観測所はトロムソから敗戦を通知されると共に、爆薬と機密文書の処分、および暗号化を解除した気象情報を引き続き送信するように命じられた。しかし、以後は通信が途絶し、観測隊は誰かが受信することを願って気象情報の送信範囲を広げた。それでも応答する者はなく、最終的に連合国軍の救難チャンネルへの送信を開始した。これを受け、ノルウェー当局の依頼によりアザラシ漁船が派遣されることとなった。これ以前にも連合国側ではハウデーゲン観測隊の収容を試みていたが、秘密部隊として扱われ、関連文書も敗戦時に処分されていたため、観測所の正確な位置を把握できていなかった。当時、ノルウェー国内ではスヴァールバル諸島に残るドイツ兵たちが「戦わずして降伏することを拒んだ精鋭部隊」であるという噂がまことしやかに語られ、人々の間に不安が醸成されつつあった。8月25日、トロムソからハウデーゲン観測所に対し、ノルウェーのアザラシ漁船が収容のために向かう旨が伝達された。
1945年9月4日、ノルウェーのアザラシ漁船ブラーセル（Blaasel）がハウデーゲン観測所近くに到着した。ブラーセルの船長ルズヴィ・アルベルトセン（Ludwig Albertsen）は、戦前のスピッツベルゲン島遠征に同行したことがあり、同じ遠征に参加したデーゲとはそれ以来の友人同士だった。デーゲはアルベルトセンを観測隊員らに紹介し、それからノルウェー船員らも招いた「最後の宴会」が催された。この最中、アルベルトセンがデーゲに対して「そういえば、君はまだ投降していないね」と切り出した。デーゲが降伏の意を示すために拳銃を差し出したところ、アルベルトセンは「こいつを土産にしてもいいかね？」と尋ねたという。島を離れた隊員らはノルウェーにて戦争捕虜として収容され、数ヶ月後に帰国を果たした。ハウデーゲン観測隊は、第二次世界大戦において最後に投降したドイツ国防軍の部隊とされている。

## その後

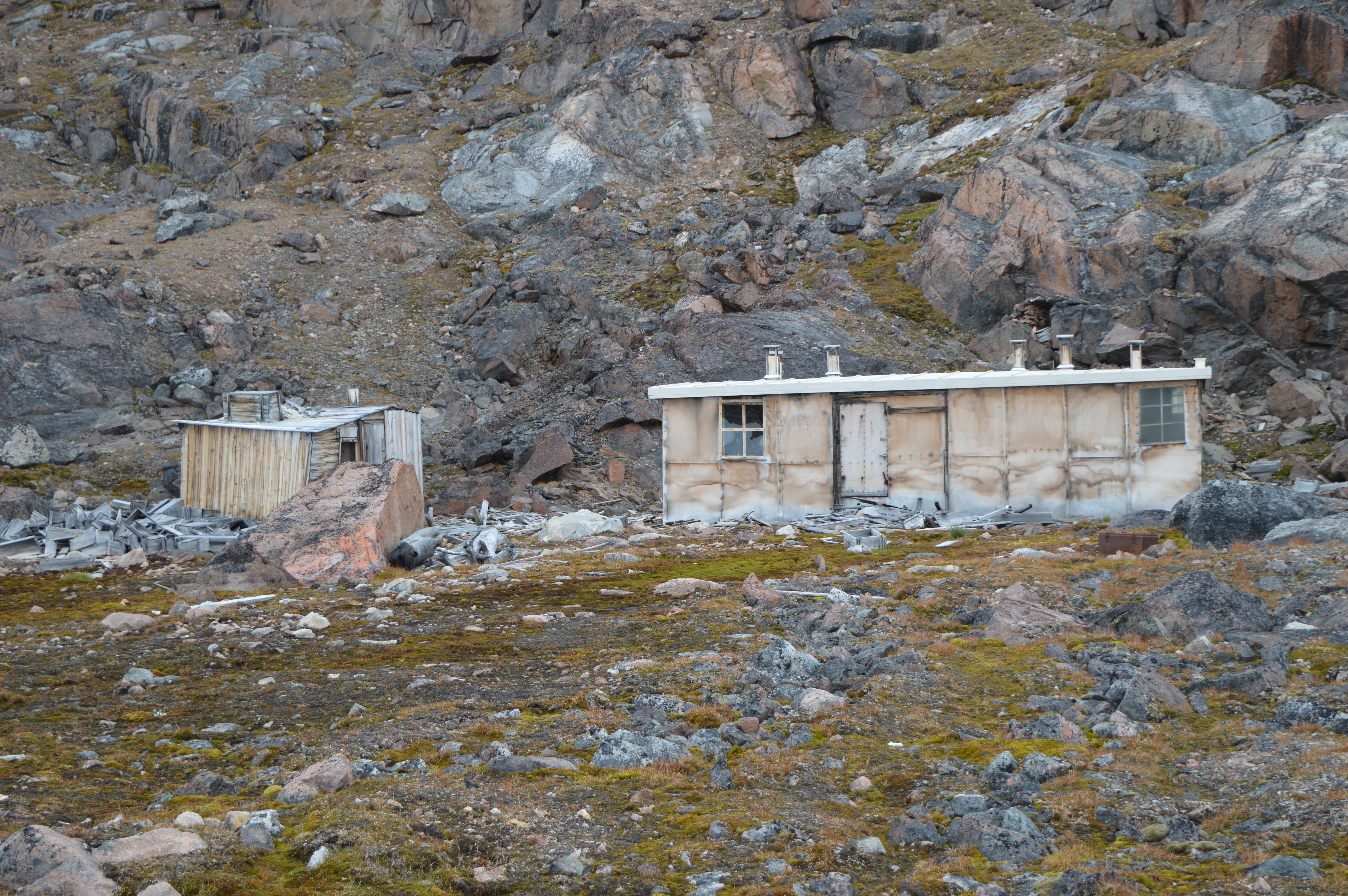
ハウデーゲン観測所（2022年）

観測隊の投降後、ハウデーゲン観測所は緊急避難用のシェルターに転用された。2010年にはノルウェー当局によって史跡に指定された。
1945年12月1日、デーゲは帰国を果たした。彼はその後も郷土史や民俗学、地理学などの分野の研究者として活動した。1952年には押収されたままになっていたハウデーゲン観測隊の記録を取り戻している。1985年、デーゲの息子、エッカート（Eckart Dege）が北東島への遠征に参加し、ハウデーゲン観測所跡地を訪れた。この際、かつて観測隊が遺棄した機材の一部、デーゲ教授の日誌などが回収された。ただし、ノルウェー国内に残されていたため、当局によって国有の財産と判断され、持ち帰ることは認められなかった。